# Brotherhood (film, 2009)
Pour les articles homonymes, voir Brotherhood.
Pour plus de détails, voir Fiche technique et Distribution.
Brotherhood (Broderskab) est le premier film danois réalisé par Nicolo Donato, sorti en 2009.
Présenté au Festival de cinéma de Rome 2009, le film remporte le prix du meilleur film. 

## Synopsis
Lars (Thure Lindhardt) démissionne de l'armée danoise sous le coup d'accusations anonymes le dénonçant pour avoir flirté avec des soldats de son régiment, accusations freinant sa carrière. Il quitte l'armée, désabusé et en colère contre sa mère dominatrice qui défend des idées sociales démocrates. Il s'intègre à un groupe d'extrême droite, qui l'accueille à bras ouverts. Mais il découvre que beaucoup d'entre eux sont homophobes en plus d'être racistes. Il se rapproche pourtant de Jimmy (David Dencik), qui le fascine et qui aime se moquer des « pédés ». Petit à petit, son admiration se transforme en amour secret. Les deux garçons connaissent tendresse et passion.
Le frère cadet de Jimmy, Patrick (Morten Holst), devient jaloux de ce nouvel arrivant et découvre sa relation avec son frère. Il est furieux et informe Michael (Nicolas Bro), le chef du groupe. Le groupe part à la recherche de Lars et oblige Jimmy à le passer à tabac. Mais après qu'il a été battu violemment, Lars est installé par Jimmy dans une maison isolée où le groupe se retrouve parfois. Les deux amants décident de s'échapper et de quitter la fraternité (brotherhood). Alors qu'ils installent leurs affaires dans la voiture, un homme s'approche émergeant de l'obscurité et frappe au couteau Jimmy. Cet homme est un homosexuel que la fraternité avait tabassé au cours d'une de ses expéditions punitives. 
Les dernières images montrent Jimmy étendu inconscient dans sa chambre d'hôpital, Lars lui tenant la main en attendant sa guérison.

## Fiche technique
- Titre : Brotherhood
- Titre original : Broderskab
- Réalisateur : Nicolo Donato
- Genre : Drame
- Durée : 101 minutes
- Sortie : 2009

## Distribution
- Thure Lindhardt : Lars
- David Dencik : Jimmy
- Nicolas Bro : Michael, surnommé « Tykke »
- Morten Holst : Patrick
- Anders Heinrichsen : Lasse

## Distinctions
- Festival international du film de Rome 2006 : Marc Aurèle d'or du meilleur film[1]